# Adél Kučera
Adél Kučera (* 6. října 1980 Praha) je česká politička, sociální geografka a datová analytička, od roku 2015 zastupitelka městské části Praha 1 (v letech 2018 až 2020 též radní MČ), od ledna 2020 do ledna 2022 členka předsednictva Zelených. V říjnu 2024 si změnila jméno z Petr na Adél z důvodu procesu změny pohlaví.

## Život
Vystudovala sociální geografii a demografii na Přírodovědecké fakultě Univerzity Karlovy v Praze (získala titul Mgr.). Ve své praxi výzkumníka se specializovala na terénní výzkumy v obcích a na práci s daty. Spoluzaložila think tank Centrum pro společenské otázky.
V říjnu 2024 oznámila, že prochází změnou pohlaví, změnila své jméno z původního Petr na neutrální Adél a upřednostňuje oslovení v ženském rodě.
Adél Kučera žije v Praze, konkrétně na území městské části Praha 1 na Pohořelci. Má tři děti.

## Politické působení
Je členkou Zelených. Do komunální politiky na Praze 1 vstoupila, když organizovala petici a kampaň proti uzavření pobočky městské knihovny na Hradčanech. V lednu 2020 byla zvolena řadovou členkou předsednictva Zelených. Post v předsednictvu na sjezdu strany v lednu 2022 již neobhajovala.
V komunálních volbách v roce 2014 kandidovala jako nestraník za Zelené do Zastupitelstva městské části Praha 1 na kandidátce subjektu "ZELENÁ PRO JEDNIČKU" (tj. Zelení a nezávislí kandidáti), ale neuspěla (stala se prvním náhradníkem). Jeho stranický kolega však v srpnu 2015 rezignoval, a tak se stala Adél Kučera zastupitelkou. V roce 2016 vstoupila do strany Zelených.
Ve volbách v roce 2018 mandát zastupitele MČ obhájila, když jako členka Zelených vedla kandidátku subjektu "ZELENÁ PRO JEDNIČKU" (tj. Zelení a nezávislí kandidáti). V listopadu 2018 byla zvolena radní MČ, na starosti měla informační technologie, životní prostředí, úklid a rozvoj hřišť. Po rozpadu koalice byla však z funkce radní v lednu 2020 odvolána.
V komunálních volbách v roce 2022 úspěšně kandidovala jako člen Zelených do zastupitelstva Prahy 1 z 3. místa kandidátky PRAHA 1 SOBĚ. Zároveň kandidovala do Zastupitelstva hlavního města Prahy z 65. místa kandidátky koalice Solidarita, kterou tvoří ČSSD, Zelení, Budoucnost a Idealisté, ale neuspěla.